# Rozvodna Řeporyje
Rozvodna Řeporyje (zkratkou REP) se nachází na území pražské čtvrti Slivenec asi 10 km jihozápadně od centra Prahy. Je jednou ze dvou uzlových rozvoden napájejících Prahu. Provozuje se v napěťových hladinách 400 a 110 kV.

## Význam
Rozvodna Řeporyje patří k nejvýznamnějším rozvodnám v Praze. Část 400 kV provozuje ČEPS, a.s, část 110 kV provozuje ČEZ.

## Historie
Rozvodna byla založena v roce 1975 jako první rozvodna 400 kV v Praze. Do rozvodny byla připojena smyčka z linky Hradec-Prosenice. V roce 1985 bylo postaveno vedení z rozvodny Čechy Střed, které bylo v roce 1996 částečně zdvojeno a zasmyčkováno do nově vzniklé rozvodny na Chodově, v souvislosti s výstavbou Temelína.

## Popis

### Napěťové hodnoty
Rozvodna je provozována v napěťových hodnotách 400 kV a 110 kV. Hladinou 400 kV jsou spojeny rozvodny Chodov, Kočín, Hradec a Mírovka.

### Transformátory
Transformace 400/110 kV je zajištěna třemi třífázovými transformátory.

### Vedení
Do rozvodny jsou zaústěna následující vedení:

#### Vedení 400 kV – ZVN – zvláště vysoké napětí
- Dvojité vedení V414/V475 Řeporyje - Chodov/Kočín - Řeporyje
- Dvojité vedení V412/V413 Hradec – Řeporyje/Řeporyje - Mírovka